# Ignacio Cabezón
Ignacio Cabezón ist ein ehemaliger Fußballspieler, der mindestens von der Saison 1943/44, in der er mit den Asturianos die mexikanische Fußballmeisterschaft gewann, bis zur Saison 1948/49 beim CF Asturias unter Vertrag stand.

## Leben
Cabezón erzielte für die Asturianos sieben Tore in der Liga Mayor, wobei ihm einmal – beim 5:1-Heimsieg gegen den Club Atlas am 8. November 1945 – ein „Doppelpack“ gelang.
In einem Pokalspiel der Saison 1944/45 unterlief Cabezón am 3. Mai 1945 gegen den Club Marte ein Eigentor, was jedoch in Anbetracht des deutlichen 7:2-Erfolges seiner Mannschaft ohne negative Auswirkungen blieb.

## Erfolge
- Mexikanischer Meister: 1943/44